# Пережирська сільська рада
Перéжирська сільська рада (біл. Навапольскі сельсавет) — адміністративно-територіальна одиниця в складі Пуховицького району, розташована в Мінській області Білорусі. Адміністративний центр — село Пережир.
Пережирська сільська рада розташована в центральній частині Білорусі, і в центрі Мінської області орієнтовне розташування — супутникові знімки, на північний захід від районного центру Мар'їна Горка.
Рішенням Мінської обласної ради депутатів від 28 травня 2013 року щодо змін адміністративно-територіального устрою Мінської області, межі сільської ради була розширені. До неї долучено частину сіл Вузлівської сільської ради, натомість 4 села були передані до складу Голоцької сільської ради
Отже, до складу сільради входить 20 населених пунктів:
- Забичани • Заболоття • Зазерка • Короваєво • Малинники • Пережир • Рівнопілля • Рибці • Седча • Червоний Шлях • Борова Слобода • Берчуки • Єдлине • Залісся • Новосади • Піски • Погуляйка • Підбір'я • Вузляни • Вушанка